# Bruno Mezzacapo
Bruno Mezzacapo (Piombino, 17 maggio 1922 – Piombino, 11 giugno 2001) è stato un calciatore italiano, di ruolo difensore.

## Caratteristiche tecniche
Giocava come terzino, sia sulla fascia destra che su quella sinistra.

## Carriera
Inizia a giocare nel Piombino nel 1945, anno in cui la squadra si piazza al sesto posto in classifica nel campionato toscano di Prima Divisione venendo ammessa a disputare il successivo campionato di Serie C; in questa prima stagione Mezzacapo scende in campo in 12 diverse occasioni senza mai segnare. L'anno seguente i toscani vincono il girone D di Serie C, senza ottenere la promozione in Serie B; Mezzacapo in questa stagione gioca 15 partite, mentre gli incontri da lui disputati nella stagione 1947-1948 sono 25. Anche in questa stagione il Piombino vince il suo girone, riuscendo quindi insieme ad altre tre squadre del suo stesso raggruppamento ad essere ammesso nella nuova Serie C nazionale, nella quale nella stagione 1948-1949 Mezzacapo gioca tutte e 38 le partite in programma per il Piombino, quarto classificato nel girone C. Nella stagione successiva i neroazzurri arrivano invece secondi in classifica, e lui scende in campo in 20 occasioni. Nella stagione 1950-1951 gioca 34 partite e segna il suo primo gol in carriera, contribuendo così alla prima storica promozione in Serie B del Piombino, che nella stagione 1951-1952 esordisce in seconda serie conquistando da neopromosso un sesto posto in classifica. Nella sua prima stagione in cadetteria Mezzacapo gioca 27 partite senza mai segnare; l'anno successivo segna invece 2 reti sempre in 27 incontri. La stagione 1953-1954, che si conclude con il diciottesimo posto in classifica dei toscani che retrocedono così dopo tre anni in Serie C, vede invece in campo Mezzacapo in 12 occasioni: il giocatore chiude quindi con un totale di 66 presenze e 2 reti la sua parentesi in seconda serie. Nella stagione 1954-1955 rimane ancora nella squadra della sua città natale dove gioca 8 partite senza mai segnare, per poi passare nel 1955 dopo dieci anni consecutivi in nerazzurro, caratterizzati da 218 presenze e 3 gol, all'Empoli. Con la nuova squadra gioca una sola stagione, la 1955-1956, durante la quale segna un gol in 18 partite in Serie C, campionato che la squadra conclude con la retrocessione in IV Serie.

## Palmarès

### Club

#### Competizioni nazionali
- Serie C: 3

Piombino: 1946-1947, 1947-1948, 1950-1951